# 912 (szám)
A 912 (római számmal: CMXII) egy természetes szám.

## A szám a matematikában
A tízes számrendszerbeli 912-es a kettes számrendszerben 1110010000, a nyolcas számrendszerben 1620, a tizenhatos számrendszerben 390 alakban írható fel.
A 912 páros szám, összetett szám, kanonikus alakban a 24 · 31 · 191 szorzattal, normálalakban a 9,12 · 102 szorzattal írható fel.  Húsz osztója van a természetes számok halmazán, ezek növekvő sorrendben: 1, 2, 3,  4, 6, 8, 12,  16, 19, 24, 38, 48, 57, 76, 114, 152, 228, 304, 456 és 912.
A 912 négyzete 831 744,  köbe 758 550 528, négyzetgyöke 30,19933, köbgyöke 9,69761, reciproka 0,0010964.